# زلزال كورنوال - ماسينا 1944
زلزال كورنوال - ماسينا 1944 هو زلزالٌ وقعَ في نيويورك في الولايات المتحدة بتاريخ 5 سبتمبر 1944.